# Чипа
Чипа (ісп. chipa) — невеликі печені булочки з тапіокової або кукурудзяної крупи з сиром, популярна закуска та сніданок в Парагваї і на північному сході Аргентини. Рецепт чипи відомий з XIX століття, а його походження пов'язане з корінним народом Парагваю, гуарані. Чипа — недорогі закуски, які часто продають з вуличних прилавків або з автобусів з великих кошиків, в яких лежать загорнуті в тканину булочки.
Назва походить з мови гуарані, де ці коржі також відомі як чипа. Маленька чипа може називатися чипіта (ісп. chipita). У болівійському місті Санта-Крус-де-ла-Сьєрра для цієї закуски поширене найменування на мові гуарані — чуньяпе (гуар. cuñapé). У деяких районах Аргентини в слові чипа  наголос прийнято ставити на останній склад, а маленькі чипи аргентинці називають чипасіто (ісп. chipacito).